# Городецкая, Евгения Григорьевна
Евгения Григорьевна Городецкая (8 декабря 1865, Витебск — 8 июня 1940, Иркутск) — русская и советская пианистка, музыкальный педагог и общественный деятель.

## Биография
В 1884 году окончила Витебскую женскую гимназию. В 1890 окончила Петербургскую консерваторию по классу фортепиано А. Г. Рубинштейна.В 1891—1901 годах преподавала в Могилёве в женской гимназии, выступала с концертами.
В 1901—1905 годах была педагогом Музыкальных классов Русского музыкального общества в Иркутске. В 1905 году совместно с Р. А. Ивановым и М. Н. Синицыным основала в Иркутске частную музыкальную школу, была её директором с 1916 по 1920 год. В 1920—1922 годах являлась была ректором и деканом фортепианного факультета Музыкального университета (ныне Иркутский музыкальный колледж). В 1922 году совместно с музыковедом Б. М. Поповым организовала «Музыкальные пятницы» (концерты-лекции), была их художественным руководителем до 1932 года. В 1923 году организовала курсы музыкальной грамоты, преподавала там игру на фортепиано и музыкально-теоретические дисциплины.
В 1930-х годах в связи с болезнью ног отошла от активной общественной деятельности, но продолжала давать уроки на дому. Умерла 8 июня 1940 года. Похоронена на Глазковском кладбище Иркутска.
Среди её учеников Народная артистка РСФСР Н. А. Казанцева.